# Томашпольский, Дмитрий Львович
Дмитрий Львович Томашпольский (укр. Дмитро Львович Томашпольский; род. 1 июля 1958, Киев) — украинский кинорежиссёр, сценарист и продюсер. Заслуженный деятель искусств Украины (2021).

## Биография
В 1989 году закончил кинорежиссерский факультет Киевского государственного института театрального искусства им. И. К. Карпенко-Карого.
Работал ассистентом режиссёра, затем — режиссёром Киевской киностудии имени А. Довженко.
До 2000 года работал в Киеве и вместе с женой Алёной Демьяненко снял на Украине пять фильмов. Затем двенадцать лет жил в Москве, где создал двенадцать фильмов. Когда для продолжения работы в России стал вопрос о смене гражданства (на российское), решил вернуться в Киев для того, чтобы заниматься кино на Родине.
Член европейской киноакадемии, член оскаровского комитета Украины, председатель комиссии по развитию проектов Союза кинематографистов Украины, лауреат премии имени Ивана Мыколайчука, член комиссии министерства культуры Украины по президентским премиям в области культуры и искусства.

## Фильмография

### Режиссёр
- 1987 — Картинки (короткометражный фильм)
- 1988 — Медный купорос (короткометражный фильм)
- 1989 — Необъятное (короткометражный фильм-опера по произведениям Козьмы Пруткова, дипломная работа)
- 1990 — Господа, спасём Луну! (фильм-опера по повести Н. В. Гоголя «Записки сумасшедшего»)
- 1992 — О безумной любви, снайпере и космонавте
- 1995 — Будем жить
- 2000 — Всем привет!
- 2001 — Если я не вернусь
- 2002 — Тайна Лебединого озера
- 2003 — Спасибо
- 2004 — Дзисай
- 2005 — Целуют всегда не тех
- 2006 — Джоник
- 2006 — Об этом лучше не знать
- 2007 — Луна в зените
- 2008 — Прогулка по Парижу
- 2008 — Взрослые люди (Француз Серёжа)
- 2011 — Маяковский. Два дня
- 2011 — Новое платье Королёвой
- 2011 — Превратности любви
- 2012 — Свидетельница
- 2012 — Я — мобер (документальный фильм)
- 2013 — F63.9 Болезнь любви
- 2013 — Лариса Кадочникова. Автопортрет (документальный фильм)
- 2016 — Выиграть всё (документальный фильм)
- 2017 — Ржака
- 2019 — Сторонний
- 2021 — Пространство
- 2022 — Лариса Кадочникова. Война (документальный фильм)
- 2023 — Эксперименты

### Сценарист
- 1990 — Господа, спасём Луну! (фильм-опера по повести Н. В. Гоголя «Записки сумасшедшего»)
- 1992 — О безумной любви, снайпере и космонавте
- 1995 — Будем жить
- 2000 — Всем привет!
- 2002 — Тайна Лебединого озера
- 2003 — Спасибо
- 2007 — Луна в зените
- 2013 — F63.9 Болезнь любви
- 2013 — Лариса Кадочникова. Автопортрет (документальный фильм)
- 2016 — Выиграть всё (документальный фильм)
- 2016 — Моя бабушка Фанни Каплан (совместно с Алёной Демьяненко)
- 2017 — Ржака
- 2019 — Сторонний
- 2021 — Пространство
- 2022 — Лариса Кадочникова. Война (документальный фильм)

### Продюсер
- 2008 — Две Юлии
- 2013 — F63.9 Болезнь любви
- 2013 — Лариса Кадочникова. Автопортрет (документальный фильм)
- 2016 — Моя бабушка Фанни Каплан
- 2018 — Гуцулка Ксеня

## Призы и награды
- 2000 — МКФ в Карловых Варах. Фильм «Всем привет»
- 2000 — приз за лучший фильм III-го Международного кинофестиваля «Бригантина», г. Бердянск (за фильм «Всем привет!»). Там же приз за лучшую роль — Виктория Малекторович в этом фильме.
- Приз жюри XIV кинофестиваля «Литература и кино» за фильм «Луна в зените».
- 2009 — художественная ежегодная премия петербургской интеллигенции «Петрополь» за фильм «Луна в зените».
- 2013 — премия Союза кинематографистов Украины за лучший документальный фильм года «Лариса Кадочникова. Автопортрет».
- 2013 — премия имени И. Мыколайчука за фильм «Лариса Кадочникова. Автопортрет».
- 2016 — приз «Лучший иностранный фильм» Crystal Palace International Film в Лондоне (Великобритания) — «Моя бабушка Фанни Каплан» (режиссёр Алена Демьяненко)
- 2017 — «Золотая дзига» (премия киноакадемии Украины) за лучший сценарий «Моя бабушка Фанни Каплан» (в соавторстве с Аленой Демьяненко)
- 2019 — гран-при фильму МКФ Атами (Япония) «Гуцулка Ксеня» (автор сценария, режиссер и сопродюсер — Алена Демьяненко)
- Terror in the Bay Film Festival (Ontario, Canada) — приз за лучшую операторскую работу («Сторонний»)
- Вloodstained Indie Film Festival, (Tokyo, Japan) — приз за лучший игровой фильм в категории SCI-FI («Сторонний»)
- The Sci-Fi, Terror and Fantasy Film Festival (Bogota, Colombia) — призы за лучший фантастический фільм, приз за лучшую режиссуру, приз за лучший сценарий, операторскую работу и работу художника-постановщика («Сторонний»).
- 2020 — Fantaspoa International Fantastic Film Festival (Porto Alegre, Brazil, 2020) — приз за лучшее изобразительное решение («Сторонній»).
- Ravenheart International Film Festival (Oslo, Norway, 2020) — приз за лучшую операторскую работу («Сторонній»).
- Monsters of Horror International Film Festival (Tulsa, Oklahoma, USA, 2020) — приз за лучший фильм на иностранном языке («Сторонний»).
- Hollywood Blood Horror Festival, Los Angeles, CA, 2020) — приз за лучший оригинальный сценарий («Сторонний»).
- 2021 — Заслуженный деятель искусств Украины[1]
- 2021-  Winner Europe Independent Movie Festival - SPACE
- 2021- Drama Austria International Film Festival - SPACE
- 2022 - PREMIO ESPECIAL DEL JURADO - SPACE